# Heckmondwike
Heckmondwike – miasto w Anglii, w hrabstwie ceremonialnym West Yorkshire, w dystrykcie metropolitalnym Kirklees. Leży 13 km na południowy zachód od miasta Leeds i 266 km na północny zachód od Londynu. Miasto liczy 11 291 mieszkańców.